# Viriat
Viriat est une commune française située dans le département de l'Ain, en région Auvergne-Rhône-Alpes.
Ses habitants sont appelés les Viriatis.

## Géographie

### Localisation
Sa superficie de plus de 4 535 hectares en fait la troisième plus vaste commune de Bresse, après Romenay et Val-Revermont et la huitième du département de l'Ain.
Viriat s'étend à 6 km au nord de Bourg-en-Bresse dans le département de l'Ain. Pour servir ses quelque quarante hameaux et lieux-dits d'inégale importance, il n'existe pas moins de 82 km de routes goudronnées et près de 100 km de voies rurales. L'autoroute A40 met la commune à trois heures de Paris et à cinquante minutes de Lyon.
Viriat s'étend sur un plateau vallonné, d'une altitude moyenne de 225 m, dans lequel la Reyssouze et le Jugnon, son affluent, ont creusé leurs vallées.

### Hydrographie

#### Cours d'eau

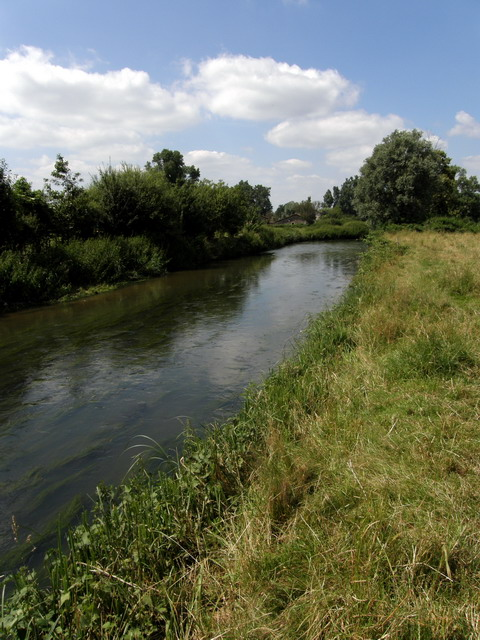
La Reyssouze.

- La Reyssouze traverse le territoire du sud au nord-ouest, elle se jette dans la Saône vers Pont-de-Vaux.
- De l'autre côté du bourg se trouve le Jugnon, ce cours d'eau se jette dans la Reyssouze à Attignat non loin de la frontière.
- La Salençon prend sa source au nord de la ville et termine son cours à Jayat dans la Reyssouze.
- La Durlande prend sa source à Jasseron puis une partie forme un bout de frontière entre la commune et Saint-Étienne-du-Bois. Elle continue son cours vers le nord avant de se jeter dans le Bief de Malaval à Marboz.
- Le Bief de l'Étang Gonin commence aussi au nord de la commune, puis se jette de même dans le Bief de Malaval à Marboz.
- Le Bief du Navon naît au lieu-dit la Neuve puis se jette dans la Reyssouze vers le moulin Riondaz.
- La Lignette prend sa source dans l'étang Roton situé vers les deux autoroutes. Elle se jette dans la Jugnon vers la rue des Anciens-Combattants.
- Le Bief des Alagniers prend sa source la long de la route D 966 avant de se jeter dans la Jugnon au sud de l'A40 vers le moulin de Jugnon.
- Le Bief des Merciers est un bras du Jugnon qui naît dans l'ouest de Viriat puis se jette à côté du confluent entre la Reyssouze et le Jugnon.
- Le Bief de Lavoura naît au sud du bourg puis se jette dans le Jugnon vers La Genetière.
- L'Île est un bras de la Reyssouze qui se trouve autour du moulin Peloux.
- Le Bief de l'étang Gaudin prend sa source à Viriat puis se jette dans le bief de l'étang Machard à la frontière entre Polliat avec Saint-Martin-le-Châtel.

#### Plans d'eau
De nombreux plans d'eau se trouvent dans le territoire communal, notamment le long de la Reyssouze. On peut citer l'étang des Gonnets, l'étang Ronton, l'étang du Saule et l'étang de But.

### Climat
Pour des articles plus généraux, voir Climat d'Auvergne-Rhône-Alpes et Climat de l'Ain.
En 2010, le climat de la commune est de type climat océanique dégradé des plaines du Centre et du Nord, selon une étude du Centre national de la recherche scientifique s'appuyant sur une série de données couvrant la période 1971-2000. En 2020, Météo-France publie une typologie des climats de la France métropolitaine dans laquelle la commune est dans une zone de transition entre le climat semi-continental et le climat de montagne et est dans la région climatique Bourgogne, vallée de la Saône, caractérisée par un bon ensoleillement (1 900 h/an), un été chaud (18,5 °C), un air sec au printemps et en été et des vents faibles.
Pour la période 1971-2000, la température annuelle moyenne est de 11,4 °C, avec une amplitude thermique annuelle de 17,9 °C. Le cumul annuel moyen de précipitations est de 1 079 mm, avec 11,6 jours de précipitations en janvier et 8 jours en juillet. Pour la période 1991-2020, la température moyenne annuelle observée sur la station météorologique de Météo-France la plus proche, « Ceyzériat_sapc », sur la commune de Ceyzériat à 12 km à vol d'oiseau, est de 11,7 °C et le cumul annuel moyen de précipitations est de 1 032,6 mm,. Pour l'avenir, les paramètres climatiques de la commune estimés pour 2050 selon différents scénarios d'émission de gaz à effet de serre sont consultables sur un site dédié publié par Météo-France en novembre 2022.
La commune compte une station du réseau StatIC (réseau des stations amateurs en ligne d'Infoclimat) ouverte en 2012, qui ne permet pas encore d'établir des paramètres climatologiques sur une période de 30 ans.

### Voies de communication et transports

#### Voies routières
Viriat est traversée par deux autoroutes. La première est l'A40 reliant Mâcon à Genève, elle est accessible depuis la gare de péage de Viriat ou la gare de péage de Bourg-Nord située à Attignat près de la frontière. L'A39 reliant Dijon à Bourg-en-Bresse se connecte à l'A40 dans la commune.
Le village étant à proximité de Bourg-en-Bresse, de nombreuses voies départementales le traversent. Pour commencer, la route départementale 1079, ancien tronçon de la route nationale N 79 en 2006, lie Bourg à la préfecture de Saône-et-Loire : Mâcon. Au rond-point du Guidon, une nouvelle voie qu'est la route départementale 975 rejoint la RD 1079 et permet de se diriger vers Attignat, Montrevel-en-Bresse et Saint-Trivier-de-Courtes. Elle continue en Saône-et-Loire pour terminer à Tournus.
Ensuite, la route départementale 1083 commence vers le stade Marcel-Verchère de Bourg-en-Bresse et traverse l'est du territoire en direction de Saint-Étienne-du-Bois et Coligny avant d'entrer dans les départements du Jura à Saint-Amour, de Saône-et-Loire à Cuiseaux et une nouvelle fois le Jura à Lons-le-Saunier. Elle termine à Saint-Lothain au rond-point la reliant à l'A391 et la route nationale N 83.
Ces routes départementales sont plus ou moins liées entre elles grâce à la rocade de Bourg. La route départementale 117 est la rocade ouest inaugurée en 1995, elle passe à la Neuve et aux Vareys. La route départementale 117a, plus récente car construite au début des années 2010, correspond à la rocade Nord.
Toutefois, des routes moins empruntées ont le statut de routes départementales. C'est le cas de la route D 996 qui débute vers le champ de foire à Bourg et traverse la commune du sud au nord. Elle continue son chemin vers Marboz et Cormoz puis termine à Louhans en Saône-et-Loire. La route D 29 traverse le bourg, la Perrinche, Curtaringe et Marillat puis traverse Attignat en passant dans son hameau de Crangeat et son bourg. La route D 29a relie la D 975 à la D 996 en passant par le bourg. Enfin la route D 52f permet de rejoindre la gare de péage de Viriat ainsi que Meillonnas. Celle qui permet de rejoindre la gare de péage de Bourg-Nord est la route D 1479.

#### Vélo
Le long de la rocade Nord, on trouve une voie cyclable qui permet d'éviter l'important trafic routier.
Pour ceux qui n'ont pas l'équipement nécessaire pour se déplacer, la Station qui est un espace de l'agglomération située à la gare de Bourg-en-Bresse propose la location de vélos classiques ou électriques pour une durée limitée.
Par ailleurs depuis le 15 juillet 2019, un système de vélos en libre service baptisé Rubis'Vélo a été mis en place. Il compte 19 stations réparties sur Bourg-en-Bresse ainsi que dans les communes de proche banlieue parmi lesquelles Viriat mais aussi Saint-Denis-lès-Bourg et Péronnas.
Viriat compte ainsi trois stations Rubis'Vélo : Hôpital Fleyriat, La Neuve et Viriat Mairie.

#### Transport ferroviaire
Deux voies traversent la commune sans posséder aucun arrêt : la ligne de Mâcon à Ambérieu et la ligne de Mouchard à Bourg-en-Bresse.

#### Transports en commun
La ville est principalement desservie par les lignes de bus nos 5, 6 et 7 du réseau Rubis. Beaucoup de jeunes prennent le bus pour se rendre au collège, lycée ou travail.
Viriat est aussi reliée au réseau départemental des bus car.ain.fr. Deux lignes traversent le territoire dont la ligne 118 reliant Bourg-en-Bresse à Mâcon qui dessert l'arrêt Fleyriat. L'autre ligne est la ligne 150 reliant Romenay à Bourg-en-Bresse qui dessert les arrêts Fleyriat et ZI La Neuve.

#### Transports aériens
Une plateforme aérienne est à disposition non loin de la ville : l’aérodrome de Bourg - Ceyzériat, appelé plus communément Terre des Hommes en hommage à Antoine de Saint-Exupéry est situé principalement à Jasseron. L’aérodrome permet de pratiquer de nombreuses activités aériennes (aviation légère et hélicoptère, vol à voile, ULM et aéromodélisme).

## Urbanisme

### Typologie
Au 1er janvier 2024, Viriat est catégorisée bourg rural, selon la nouvelle grille communale de densité à 7 niveaux définie par l'Insee en 2022.
Elle appartient à l'unité urbaine de Bourg-en-Bresse, une agglomération intra-départementale dont elle est une commune de la banlieue,. Par ailleurs la commune fait partie de l'aire d'attraction de Bourg-en-Bresse, dont elle est une commune de la couronne,. Cette aire, qui regroupe 80 communes, est catégorisée dans les aires de 50 000 à moins de 200 000 habitants,.

### Occupation des sols
L'occupation des sols de la commune, telle qu'elle ressort de la base de données européenne d’occupation biophysique des sols Corine Land Cover (CLC), est marquée par l'importance des territoires agricoles (63,4 % en 2018), en diminution par rapport à 1990 (68,5 %). La répartition détaillée en 2018 est la suivante : 
prairies (28,6 %), terres arables (18,4 %), forêts (18 %), zones agricoles hétérogènes (16,5 %), zones urbanisées (9,7 %), zones industrielles ou commerciales et réseaux de communication (6,1 %), mines, décharges et chantiers (1 %), espaces verts artificialisés, non agricoles (1 %), eaux continentales (0,9 %).
L'évolution de l’occupation des sols de la commune et de ses infrastructures peut être observée sur les différentes représentations cartographiques du territoire : la carte de Cassini (XVIIIe siècle), la carte d'état-major (1820-1866) et les cartes ou photos aériennes de l'IGN pour la période actuelle (1950 à aujourd'hui).

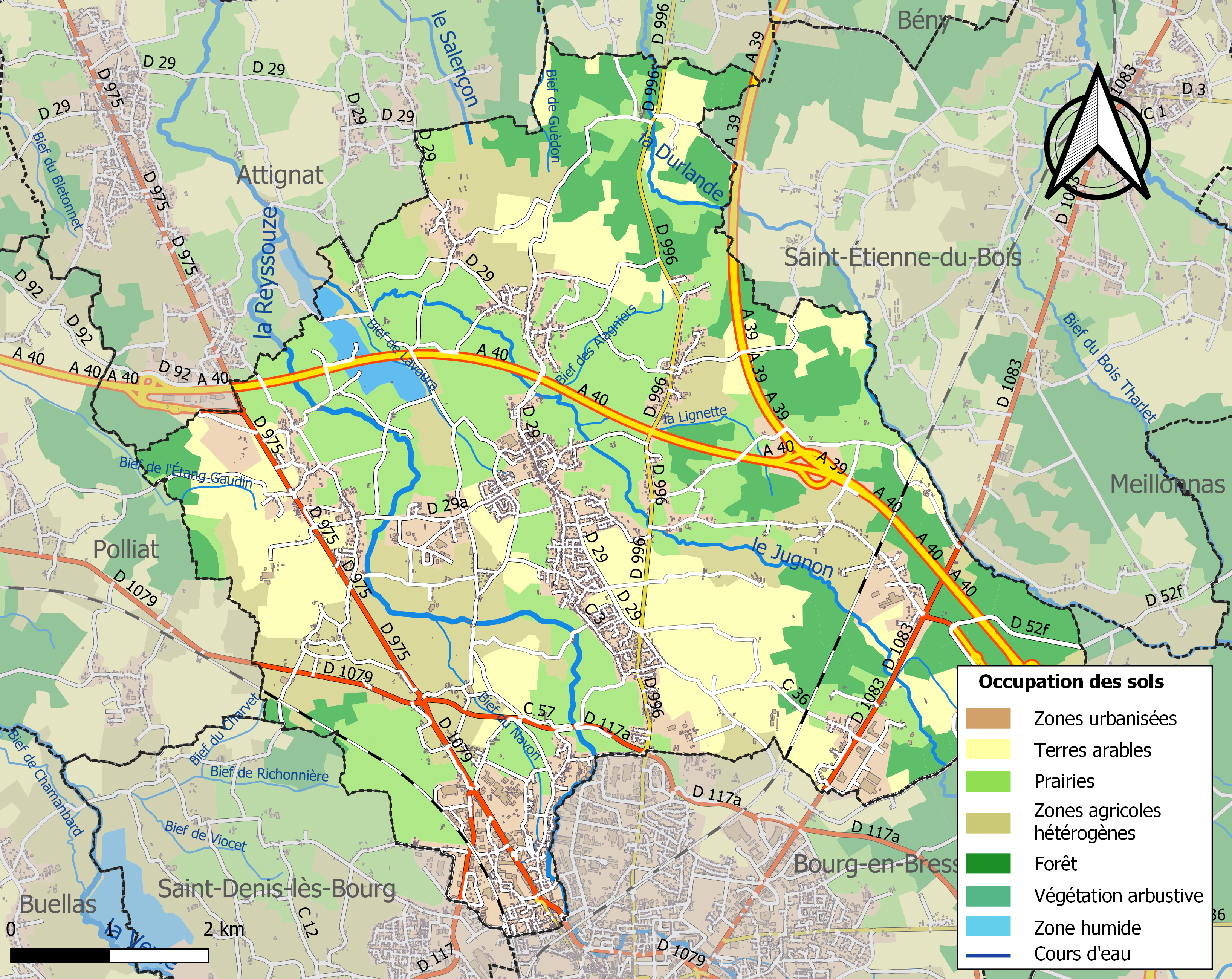
Carte des infrastructures et de l'occupation des sols de la commune en 2018 (CLC).

## Toponymie

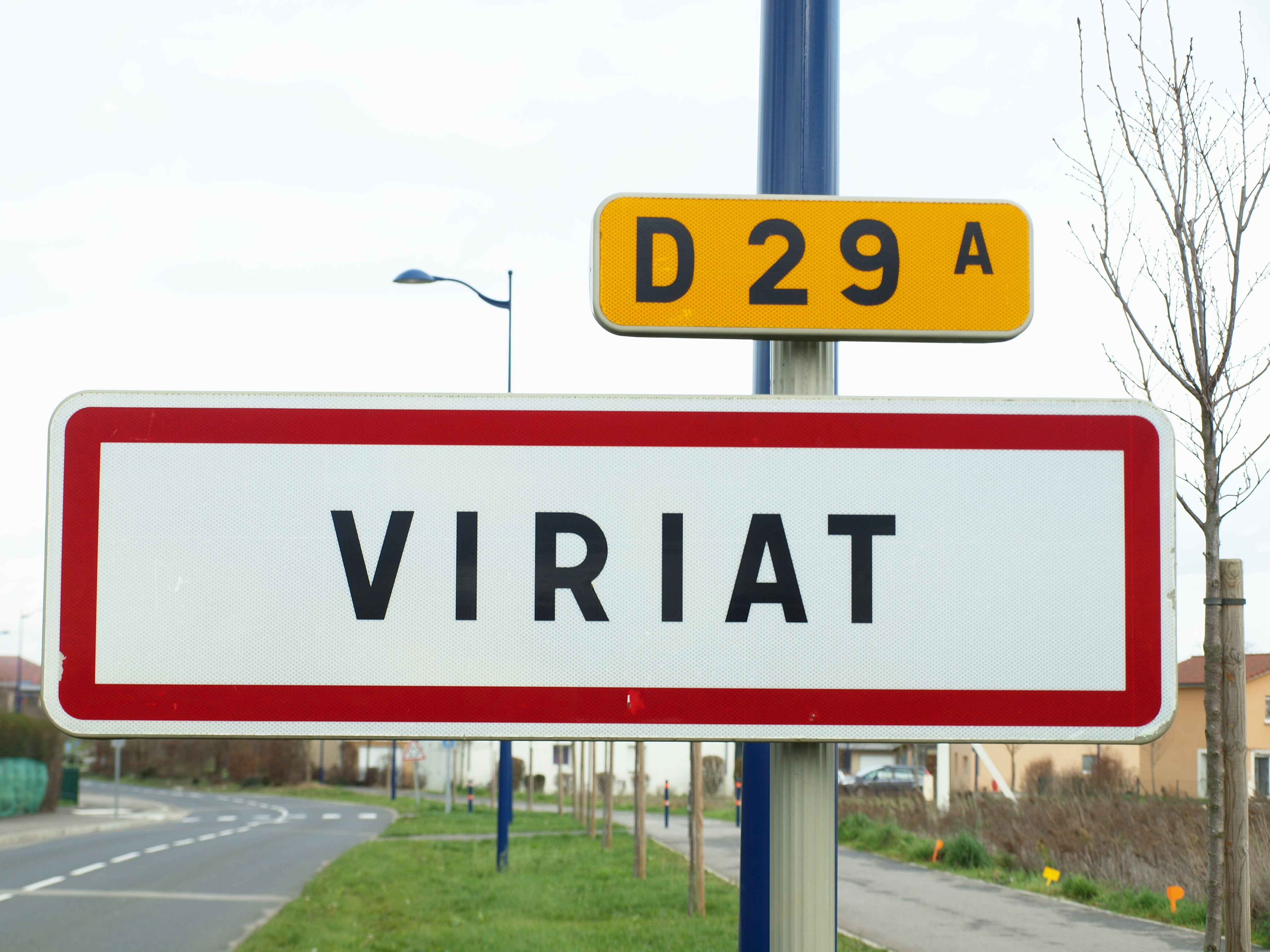
Panneau d'entrée.

### Anciens noms
La première mention du village date d'environ 1170 sous le nom de Viriacus. Vers 1250, Viries est cité pour se référer à la commune selon le pouillé de Lyon alors que Viria est utilisé en 1272.
Dans les titres de Laumusse, Viriacus in Breyssia est évoqué en 1372. Selon les archives de la Côte-d'Or, le nom du village en 1417 est Viria puis devient Viriaz ou Viriac en 1563 selon celles de l'Ain. De plus, les archives de la Côte-d'Or mentionnent le village en 1564 par le biais de Viriat, Viriatz et Viriaz.
En 1650, on trouve Viriat puis Viriat en 1743 selon le pouillé de Lyon.

## Histoire
L'histoire du village remonte à la civilisation celtique, comme le prouve la découverte d'une jambe de taureau en bronze doré. On trouve aussi quelques vestiges de murs et de tuiles témoignant de la présence de villas gallo-romaines.
Au Xe siècle, à Fleyriac (aujourd'hui Fleyriat), des sources témoignent d'un lieu de culte dans le hameau. Au XIIe siècle, une église et un prieuré apparaissent sous le nom de Viriacus.
Durant le Moyen Âge, les hameaux de Viriacus et Fleyriac sont fiefs de la seigneurie de Bâgé avant de changer de propriétaires, les ordres religieux militaires tels que les templiers de Laumusse, et les hospitaliers de Saint-Jean-deJérusalem s'y installent aux XIIe et XIIIe siècles.
Avant la Révolution, Viriat était une communauté d'habitants du bailliage, élection, subdélégation et mandement de Bourg.

### Héraldique
| Blason de Viriat | Blason  | De sinople à la croix alésée et pattée d'argent chargée d'une croix de Malte de gueules surchargée d'un besant du même, le tout cerclé d'un anneau d'or, au chaussé de gueules chargé de deux quintefeuilles aussi d'argent. |
| Blason de Viriat | Détails | |

## Politique et administration

### Administration municipale
Le conseil municipal est composé de vingt-huit conseillers municipaux dont le maire et ses huit adjoints.
En plus des adultes, les jeunes participent à la vie locale avec le conseil municipal des enfants constitué d'enfants des écoles primaires qui travaillent dans quatre commissions : menu, environnement, solidarité et loisirs.

### Maires successifs
| Période | Période  | Identité                               | Étiquette | Qualité                                                                                          |
| ------- | -------- | -------------------------------------- | --------- | ------------------------------------------------------------------------------------------------ |
| ????    | 1813     | Denis Jayr                             |           |                                                                                                  |
| 1813    | 1831     | Romain Chevrier                        |           |                                                                                                  |
| 1831    | 1855     | Maurice Brevet                         |           |                                                                                                  |
| 1855    | 1862     | Alexis Brevet                          |           |                                                                                                  |
| 1862    | 1865     | Charles Louis Sosthène MICHET DEVARINE |           |                                                                                                  |
| 1865    | 1877     | Jean Marie Brevet                      |           |                                                                                                  |
| 1877    | 1890     | François Perret                        |           |                                                                                                  |
| 1890    | 1901     | Auguste Grant de Vaux                  |           |                                                                                                  |
| 1901    | 1907     | Denis Jayr                             |           |                                                                                                  |
| 1907    | 1914     | Jean Baptiste Édouard Morand           |           |                                                                                                  |
| 1914    | 1919     | Alexandre Dubois                       |           |                                                                                                  |
| 1919    | 1930     | Marius Corrand                         |           |                                                                                                  |
| ????    | 1977     | André Chanel                           |           |                                                                                                  |
| 1977    | 2001     | Pierre Fromont                         | DVG       | Réélu en 1983,1989 et 1995                                                                       |
| 2001    | En cours | Bernard Perret                         | DVD       | Réélu en 2008, 2014 et 2020 Conseiller général puis départemental du canton de Bourg-en-Bresse-1 |

Pierre Fromont (1936-2015), a été maire de 1977 à 2001, où il ne se représente pas. Producteur laitier, père de cinq enfants, ce catholique de gauche a été président de la Mutualité sociale agricole de l'Ain. Constamment réélu (sans étiquette ou divers gauche) il est également président de la communauté de communes de Bourg-en-Bresse. Élu conseiller général en mars 1985, il accomplit trois mandats jusqu'en 2004, où il ne se représente pas pour soutenir Jacques Nallet. Il fut également suppléant du député PRG Dominique Saint-Pierre (1993-1997).

### Jumelages
| \| Sorbolo Mezzani Voinesti Viriat \| Localisation des communes jumelées. |
| Sorbolo Mezzani Voinesti Viriat                                           |

La commune a développé une association de jumelage avec :
- Sorbolo Mezzani (Italie) depuis le 16 septembre 2000 ;
- Voineşti (Roumanie) depuis 1989[27].

## Population et société

### Démographie

#### Évolution démographique
L'évolution du nombre d'habitants est connue à travers les recensements de la population effectués dans la commune depuis 1793. Pour les communes de moins de 10 000 habitants, une enquête de recensement portant sur toute la population est réalisée tous les cinq ans, les populations de référence des années intermédiaires étant quant à elles estimées par interpolation ou extrapolation. Pour la commune, le premier recensement exhaustif entrant dans le cadre du nouveau dispositif a été réalisé en 2007.

En 2022, la commune comptait 6 955 habitants, en évolution de +9,53 % par rapport à 2016 (Ain : +5,15 %, France hors Mayotte : +2,11 %).
| 1793  | 1800  | 1806  | 1821  | 1831  | 1836  | 1841  | 1846  | 1851  |
| ----- | ----- | ----- | ----- | ----- | ----- | ----- | ----- | ----- |
| 2 122 | 2 119 | 2 199 | 2 309 | 2 394 | 2 476 | 2 535 | 2 530 | 2 587 |

| 1856  | 1861  | 1866  | 1872  | 1876  | 1881  | 1886  | 1891  | 1896  |
| ----- | ----- | ----- | ----- | ----- | ----- | ----- | ----- | ----- |
| 2 580 | 2 578 | 2 545 | 2 629 | 2 690 | 2 708 | 2 870 | 2 741 | 2 704 |

| 1901  | 1906  | 1911  | 1921  | 1926  | 1931  | 1936  | 1946  | 1954  |
| ----- | ----- | ----- | ----- | ----- | ----- | ----- | ----- | ----- |
| 2 580 | 2 574 | 2 529 | 2 517 | 2 578 | 2 570 | 2 579 | 2 678 | 2 660 |

| 1962  | 1968  | 1975  | 1982  | 1990  | 1999  | 2006  | 2007  | 2012  |
| ----- | ----- | ----- | ----- | ----- | ----- | ----- | ----- | ----- |
| 2 644 | 3 012 | 3 562 | 3 997 | 4 701 | 5 288 | 5 665 | 5 719 | 6 160 |

| 2017  | 2022  | - | - | - | - | - | - | - |
| ----- | ----- | - | - | - | - | - | - | - |
| 6 418 | 6 955 | - | - | - | - | - | - | - |

#### Pyramide des âges
En 2021, le taux de personnes d'un âge inférieur à 30 ans s'élève à 34,5 %, soit en dessous de la moyenne départementale (35,3 %). À l'inverse, le taux de personnes d'âge supérieur à 60 ans est de 26,7 % la même année, alors qu'il est de 24,3 % au niveau départemental.
En 2021, la commune comptait 3 408 hommes pour 3 400 femmes, soit un taux de 50,06 % d'hommes, légèrement supérieur au taux départemental (49,35 %).
Les pyramides des âges de la commune et du département s'établissent comme suit :
| Hommes | Classe d’âge | Femmes |
| ------ | ------------ | ------ |
| 0,7    | 90 ou +      | 0,9    |
| 7,7    | 75-89 ans    | 9,0    |
| 17,2   | 60-74 ans    | 17,7   |
| 21,0   | 45-59 ans    | 21,2   |
| 17,2   | 30-44 ans    | 18,4   |
| 15,1   | 15-29 ans    | 14,6   |
| 21,0   | 0-14 ans     | 18,3   |

| Hommes | Classe d’âge | Femmes |
| ------ | ------------ | ------ |
| 0,6    | 90 ou +      | 1,6    |
| 6,3    | 75-89 ans    | 8,1    |
| 15,5   | 60-74 ans    | 16,2   |
| 21     | 45-59 ans    | 20,4   |
| 19,8   | 30-44 ans    | 19,8   |
| 16,4   | 15-29 ans    | 15     |
| 20,4   | 0-14 ans     | 18,9   |

### Enseignement
La commune possède quatre écoles dont une qui est privée. La première est l'école maternelle publique qui accueille les niveaux petite section et moyenne section. Les élèves de grande section appartiennent à cette école mais leurs cours sont assurés à l'école élémentaire des Sources qui s'occupent des élèves de CP, CE1 et CE2. Cette école a la particularité d'accueillir des élèves relevant d'une CLIS. Enfin, les élèves de CM1 et de CM2 continuent leur cursus scolaire à l'école élémentaire des Tilleuls.
Les élèves dont les parents ont décidé de les envoyer dans un établissement privé, l'école privée Saint-Joseph permet une scolarisation des jeunes pour tous les niveaux de la maternelle et de la primaire.
Après l'enseignement primaire, l'enseignement secondaire s'effectue au collège du Revermont à Bourg-en-Bresse ou au collège Yvon-Morandat de Saint-Denis-lès-Bourg selon l'adresse de l'étudiant. Ensuite, les cours du lycée sont assurés dans l'un des lycées de Bourg.

### Santé
La commune accueille le centre hospitalier de Fleyriat, le plus grand centre de la région burgienne. Il y a aussi un cabinet médical composé de deux docteurs, la petite unité de vie et deux vétérinaires.

### Sports
Viriat dispose de nombreux équipements sportifs. La commune possède deux gymnases : le gymnase des Caronniers et celui des Crêts qui sont situés de part et d'autre de la route D29a. De plus, vers la zone artisanale des Baisses se trouve le parc des sports qui réunit de nombreuses infrastructures. En effet, dans cet espace se situent quatre terrains de football dont un pour les plus jeunes et un en revêtement synthétique, deux terrains de rugby, un skatepark ainsi que quatre courts de tennis dont deux en intérieur.
Toutes ces infrastructures sont utilisées par les clubs de la ville. Les sports collectifs sont bien représentés : le football depuis le 11 avril 1931 avec le Club sportif de Viriat, le basketball avec le Basket club de Viriat. Il y a deux clubs de rugby avec le Rugby Club Viriat fondé en 1983 et le XV Gaulois qui est pour la pratique de ce sport en loisir. Enfin, il y a le Volley Viriat.
Ensuite, on trouve des clubs qui permettent la pratique des sports individuels. Par exemple, il y a Viriat Tennis Club, un club de tennis créé en 1985, l'Amicale Boules de Viriat pour la pétanque. Les Arts Martiaux Viriat, nés en 1973 sous le nom de Judo Club de Viriat et portant son nom actuel depuis 2013, est un club proposant de nombreuses disciplines : l'aïkido, le cardio-combat, le chanbara, le judo, le jujitsu, le kung-fu, la savate boxe française et défense, le taïchi et le yoga.
Pour ceux qui veulent pratiquer le cyclisme, il y a le Viriat Team et pour ceux qui veulent faire des randonnées cyclo ou à pied, il y a le Viriat Marathon. L'haltérophilie est représentée par l'Entente Viriat. Enfin, on recense deux associations de danse : les Ateliers de la Danse et la Line Dancer's Viriati's.
- Journal local quotidien Le Progrès.
- Journal local hebdomadaire Voix de l'Ain.
- Antennes régionales de télévision France 3 Rhône Alpes Auvergne.
- NRJ (avec décrochage local) sur 102.8 FM.
- RCF Pays de l'Ain, radio locale qui émet sur 93.9 FM.
- Radio B (anciennement Tropiques FM), radio locale qui émet sur 90 FM.
- Radio Scoop (avec décrochage local) sur 89.2 FM.
- Radio Salam, radio lyonnaise s'adressant à la communauté maghrébine, émet à Bourg avec un décrochage local sur le 106.5 FM.

### Personnalités liées à la commune
- Jean Marie Mathias Debelay (1800-1863), archevêque d'Avignon.
- Prosper Convert (1852-1933), chansonnier, conteur, sculpteur et polémiste. Il était surnommé le Barde bressan. Il est l'auteur de nombreuses chansons en patois bressan. Un monument à sa mémoire a été construit, une rue et une école lui sont également dédiées.
- Alphonse Dupont (1880-1945), homme politique.
- Paul Filliat (1899-1981), cycliste français, né et mort à Viriat.
- André Berruezo (1914-2000), cycliste français, mort à Viriat.
- Bernard Bourgeois (1929-2024), philosophe français, mort à Viriat[39].
- Tarik Belmadani (1987- ), lutteur participant aux Jeux olympiques d'été de 2012.
- Geoffrey Soupe (1988-), coureur cycliste français.
- Guillaume Rufin (1990-), joueur de tennis français.
- Fabien Doubey (1993-), coureur cycliste français.
- Marine Brevet (1994-), gymnaste française.
- Chloé Jacquet (2002-), joueuse de rugby française.
- Clémentine Geoffray (1994-), athlète française, championne du monde de trail court 2023, est née dans la commune.

## Culture locale et patrimoine

### Lieux et monuments
- Église Saint-Pierre de Viriat. Le clocher, la façade et la nef de l'église datent de sa reconstruction de 1822 à 1848. L'intérieur de la nef est inspiré de l'art néoclassique ; l'abside et les deux chapelles qui forment le transept sont gothiques (XVe siècle) où les travaux de restauration ont dégagé les ogives de briques. Parmi les statues qui ornent l'église, se trouve un saint Jean Baptiste de pierre qui rappelle l'existence d'une chapelle Saint-Jean.

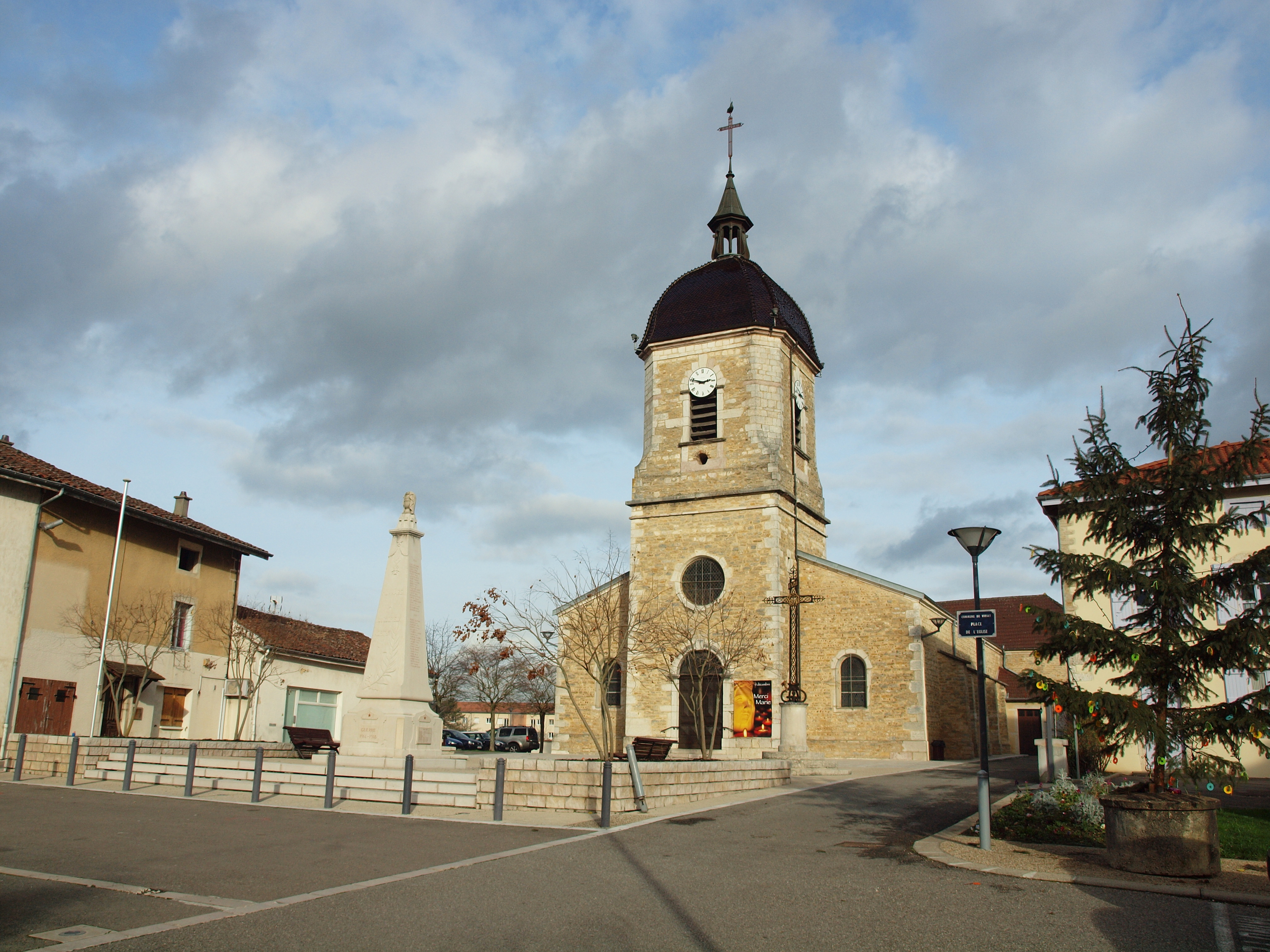
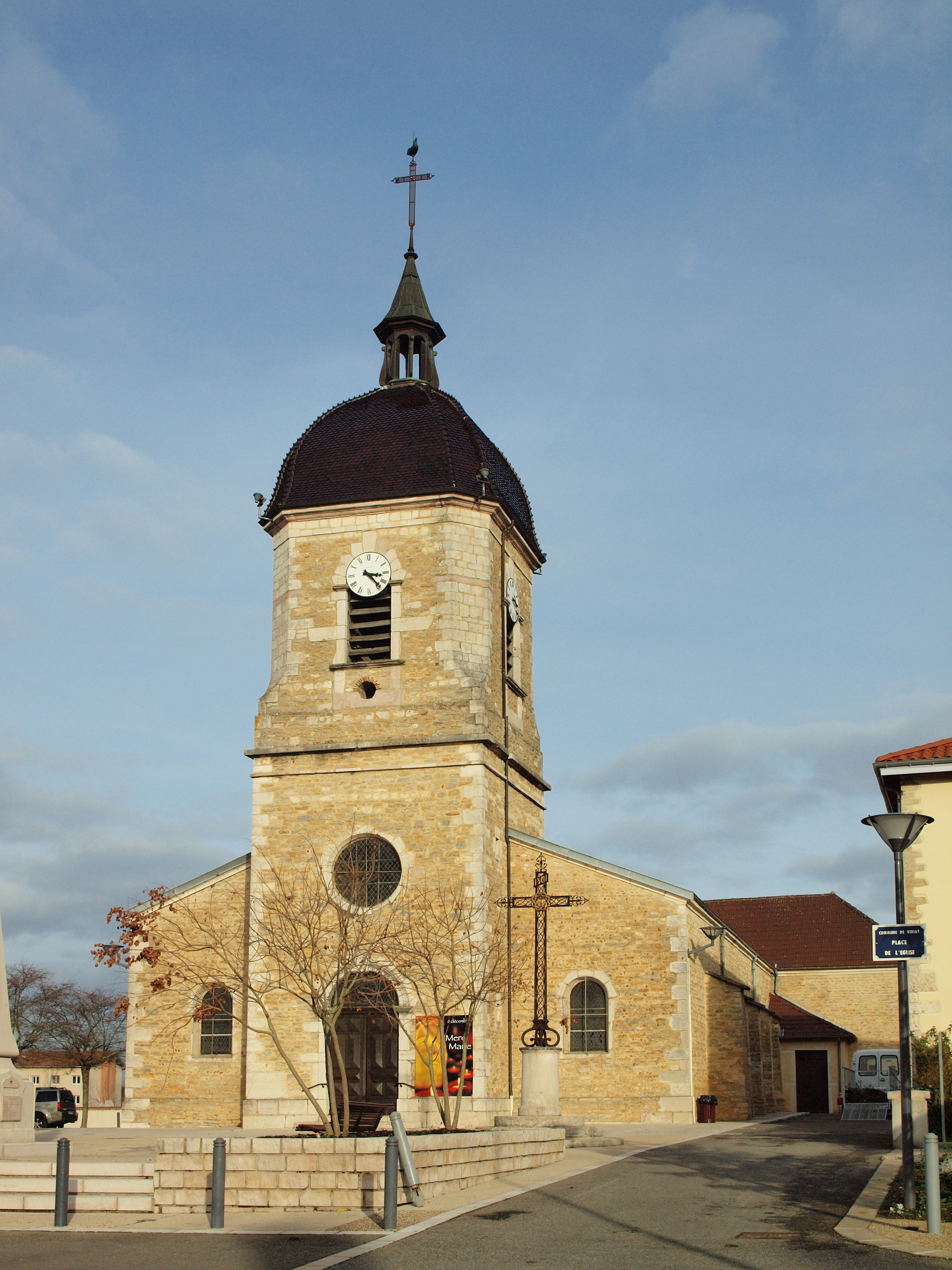
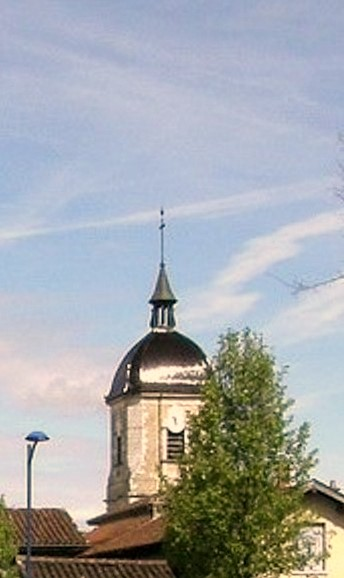
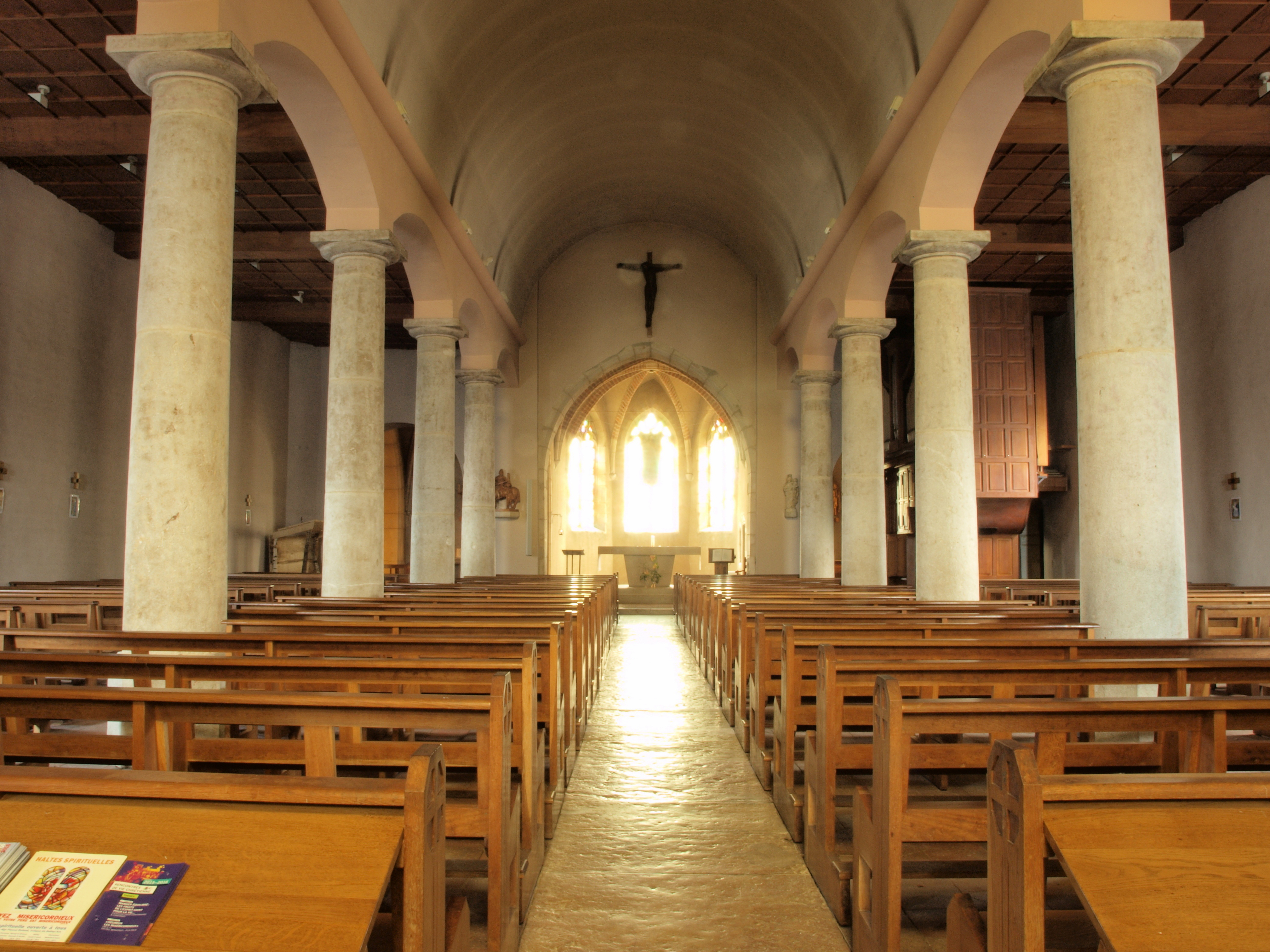
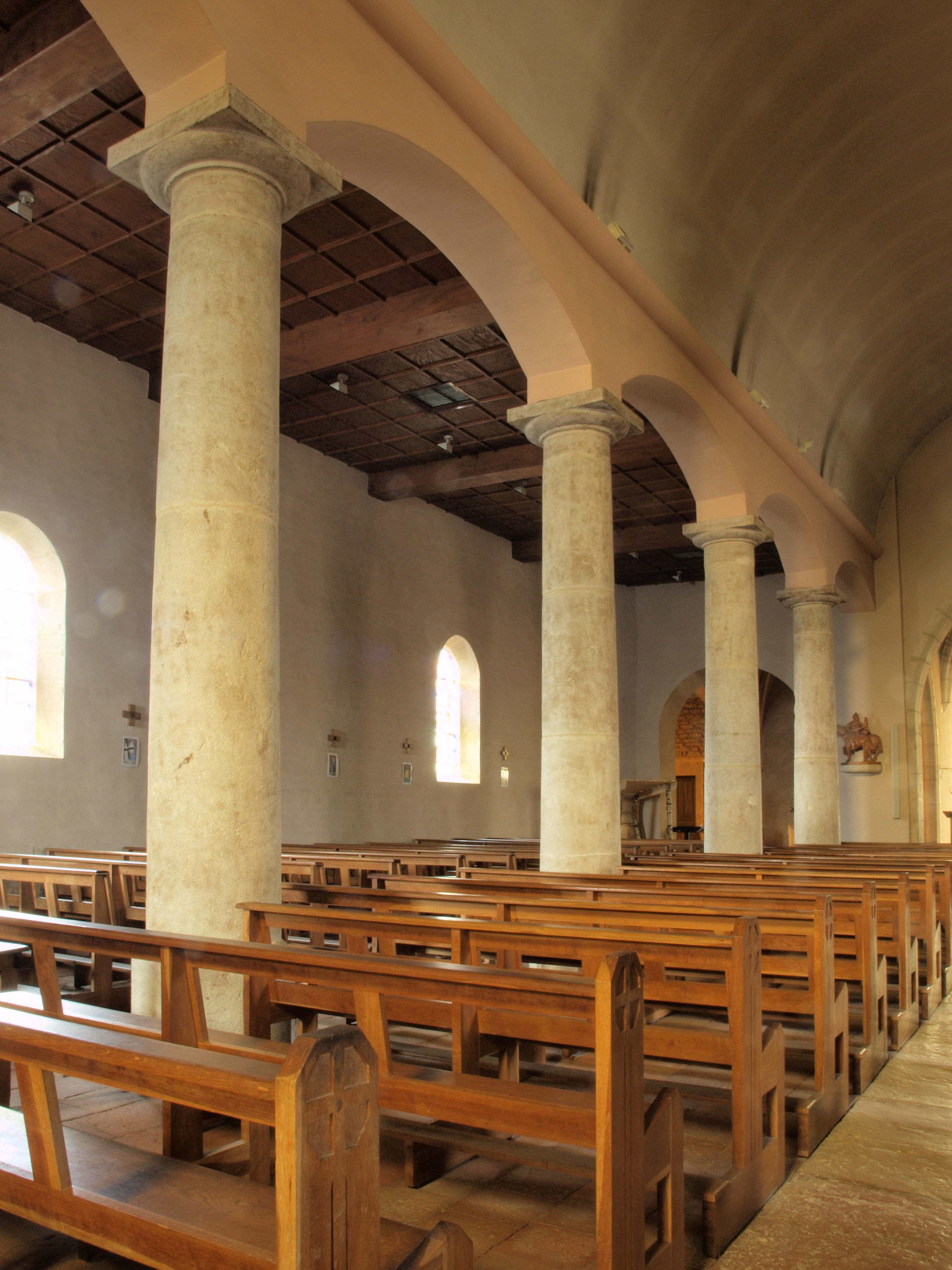
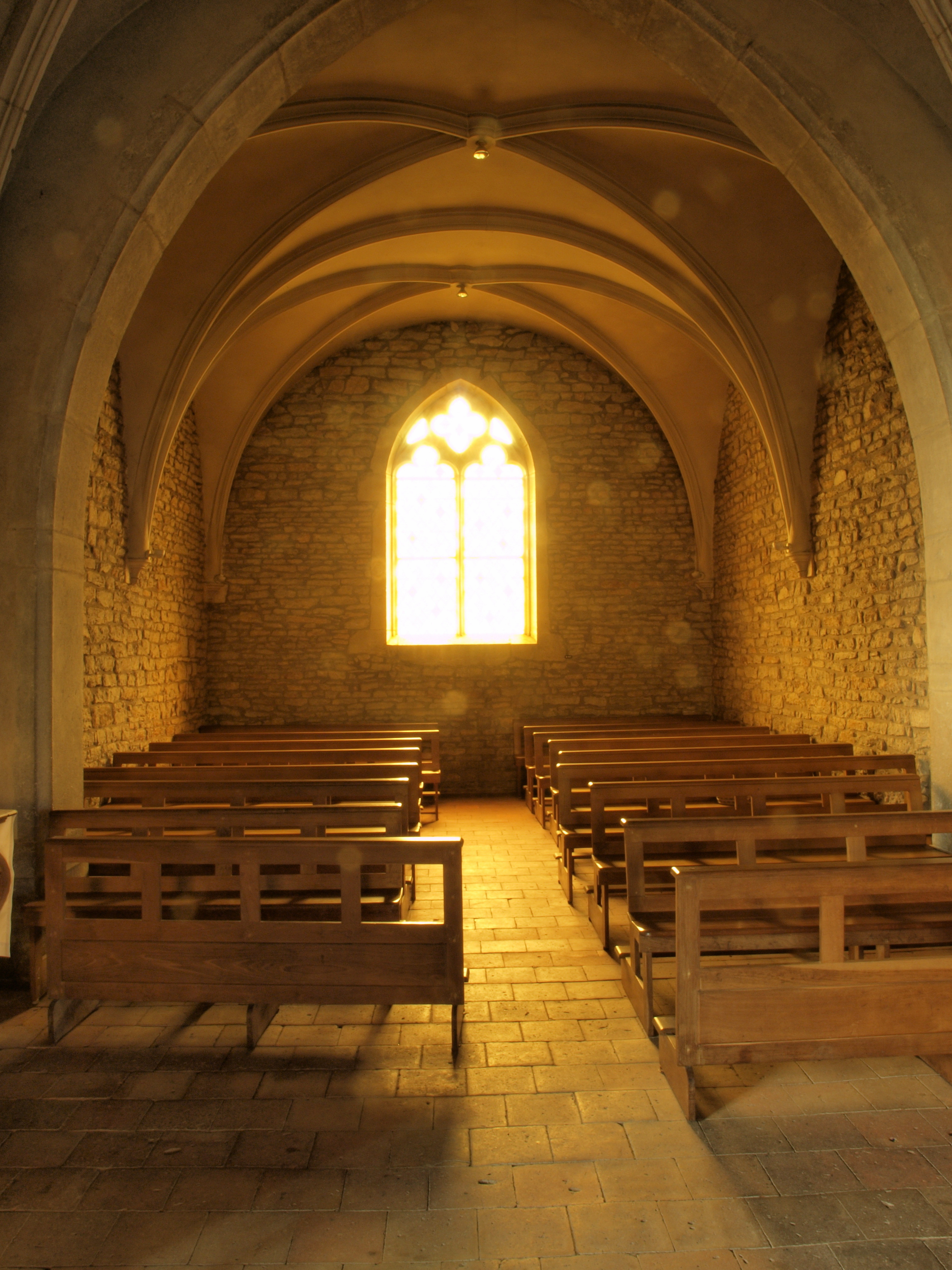
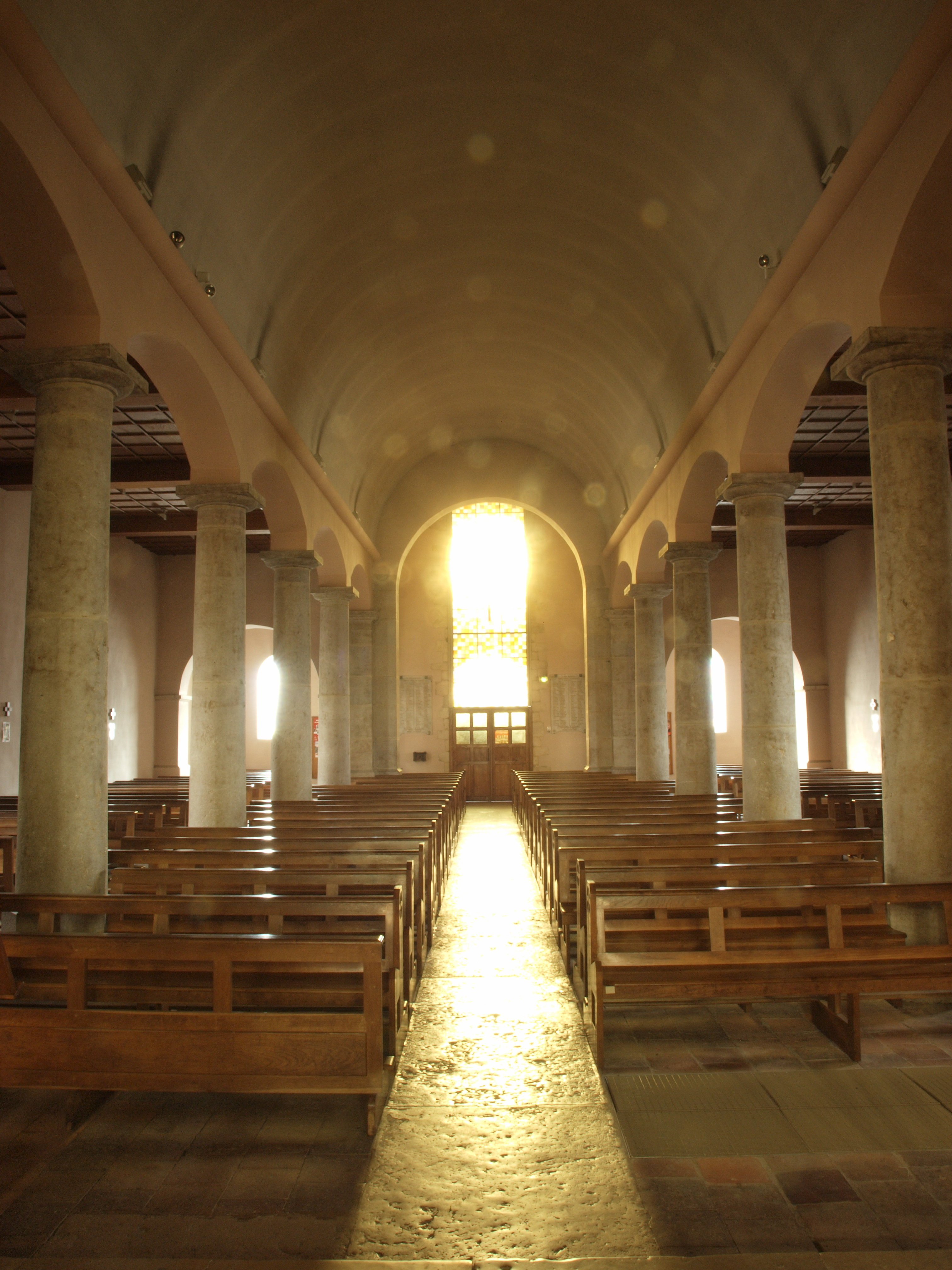
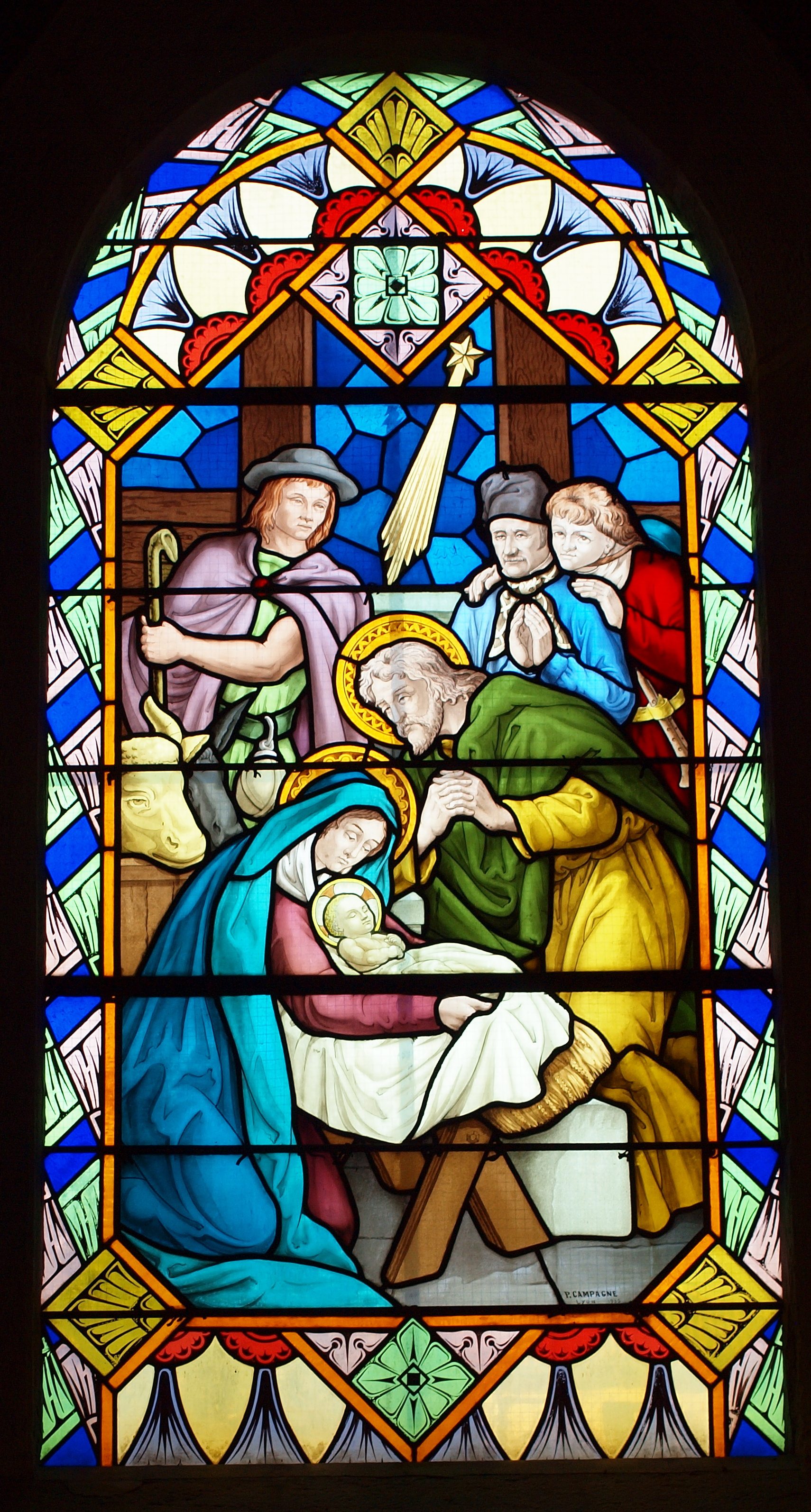
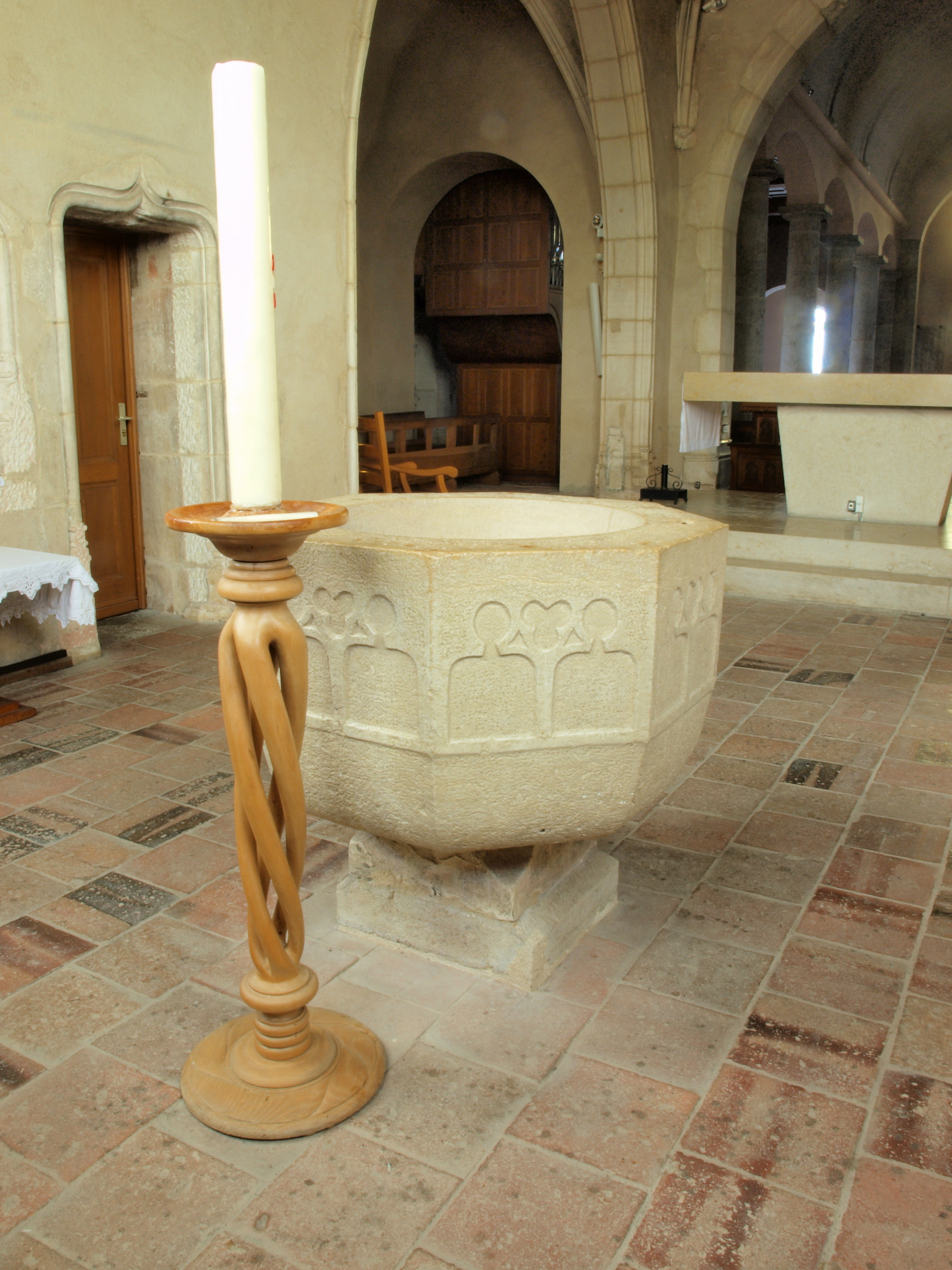

- Château de Fleyriat, inscrit aux monuments historiques depuis le 15 mars 2013[40].
- Château des Greffets.
- Vestiges de l'ancienne maison forte du Roux, citée en 1325 et déjà en ruines au XVIIe siècle[41].
- Manoir de la Gélière, fondé au XIVe siècle et reconstruit vers 1490[41].
- Ruines de Becerel, cité vers 1280[41] ?

### Patrimoine naturel
La commune compte quatre zones naturelles d'intérêt écologique, faunistique et floristique de type I :
- le bois de Grand Champs ;
- l'étang de But ;
- l'étang des Gonnets ;
- l'étang du Saule.

### Espaces verts et fleurissement

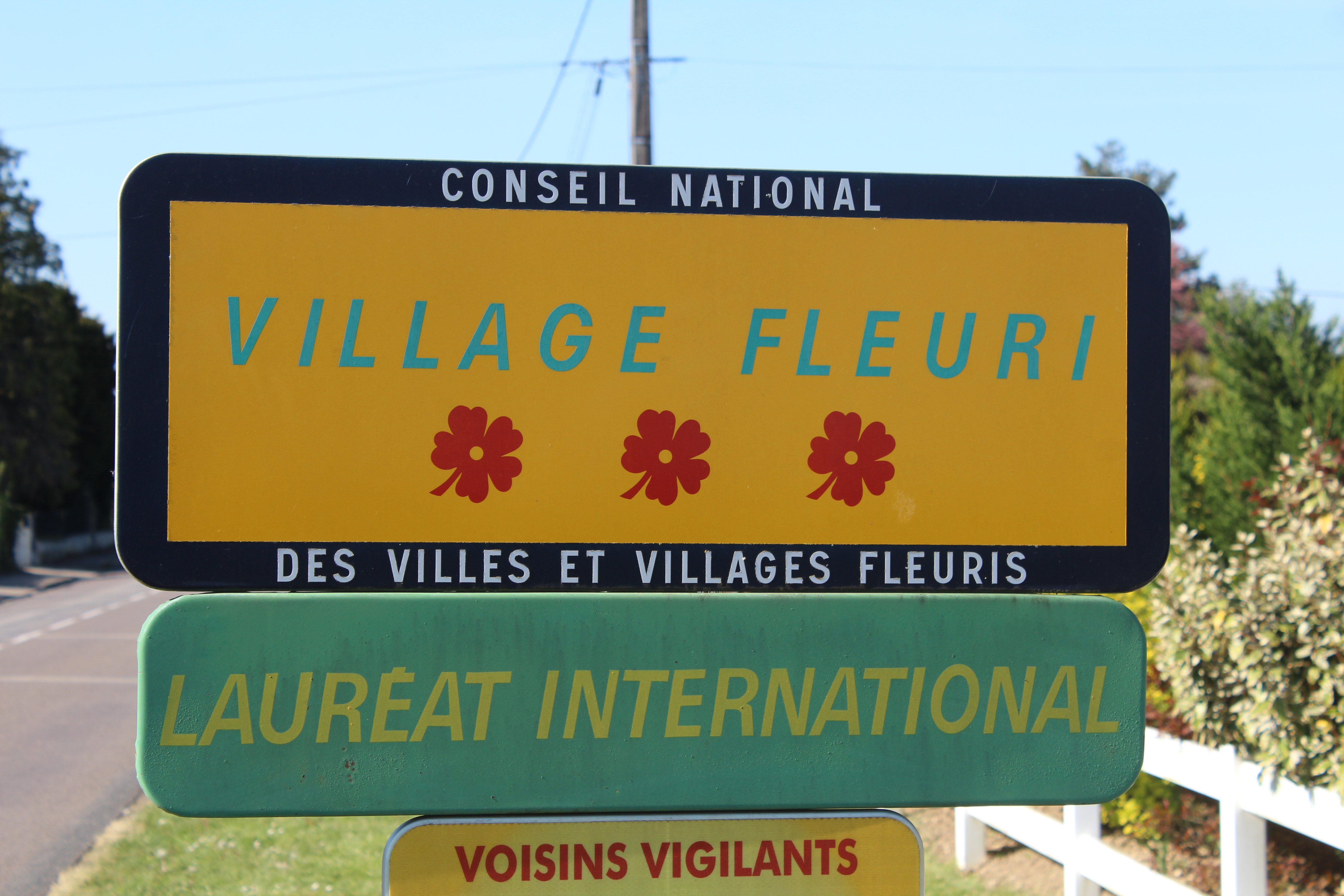
Panneau avec les trois fleurs.

En 2014, la commune de Viriat bénéficie du label « ville fleurie » avec « 3 fleurs » attribuées par le Conseil national des villes et villages fleuris de France au concours des villes et villages fleuris.

### Manifestations culturelles et festivités
À Viriat, la fête nationale n'est pas célébrée le 14 juillet mais le premier dimanche du mois d'août,. Le report remonterait à 1880, année même de l'instauration du 14 juillet comme fête nationale par la loi du 6 juillet. En effet, le 14 juillet 1880, les Viriatis n'ont pas célébré le « premier » 14-Juillet en vertu d'un arrêté municipal du 11 juillet. Depuis 1975, au plus tard, le programme des festivités comprend une retraite aux flambeaux, un feu d'artifice et un bal gratuit,.